# Neogestaltismus
Neogestaltismus je jedním z hlavních směrů psychologie. Vzniká pod vlivem amerického behaviorismu jako fáze gestaltismu. Pod jeho vlivem dochází k oslabení vlivu fenomenologie.
Gestaltismus a jeho principy se aplikují na problematiku lidských vztahů a analýzu lidské motivace. Propracovávají se myšlenky gestaltismu v oblasti výzkumu sociální percepce a myšlení..
Bere se v potaz aktivita subjektu při řešení problémové situace.

## Představitelé
- Kurt Goldstein (1878–1965)
- Leon Festinger (1919–1989)